# Gastronomía de Arabia Saudita

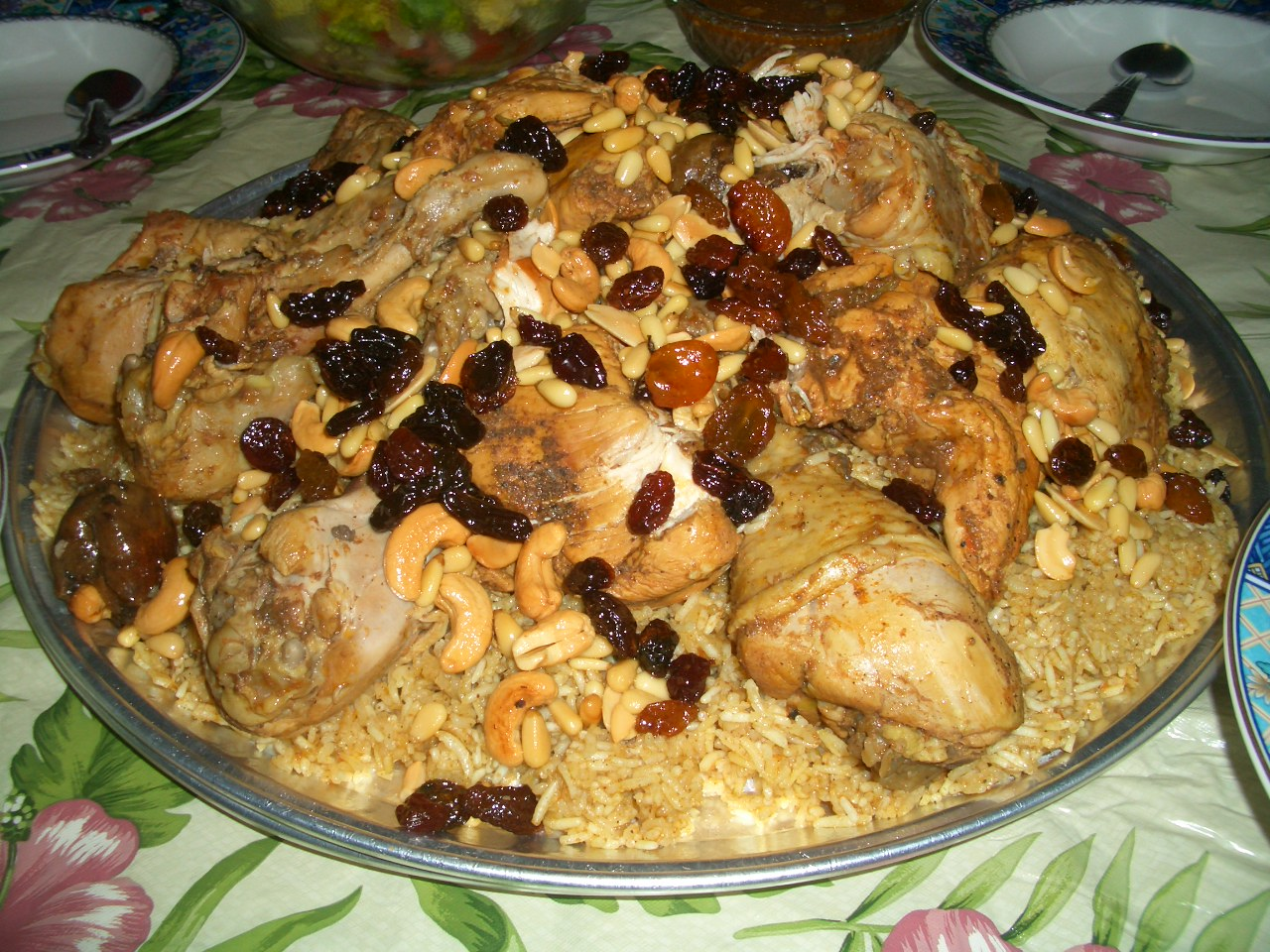
Kabsa

La gastronomía de Arabia Saudita (árabe: المطبخ العربي السعودي) engloba las cocinas y comidas de Arabia Saudita. A pesar de la existencia de muchos platos comunes, los platos saudíes varían entre regiones como varía la propia cultura.

## Gastronomía tradicional

### Comidas y platos

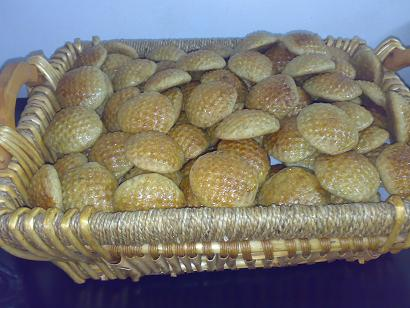
Kleeja, una galleta de cardamomo, también conocida en Iraq

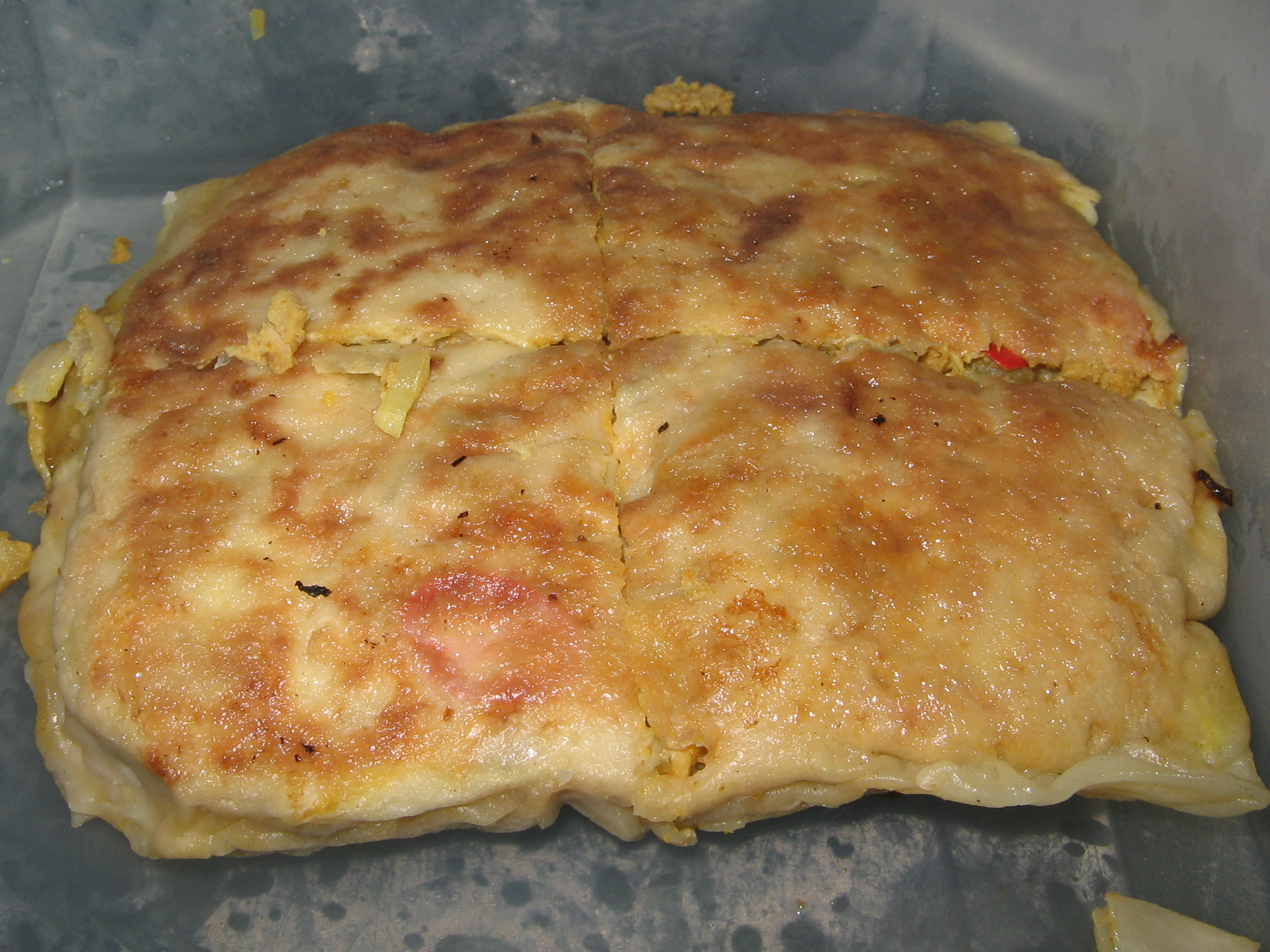
Mutabbaq

Algunos de los alimentos habituales en la cocina saudí son el trigo, el arroz, el cordero, el pollo, el yogur, las patatas, el marisco y los dátiles.
Algunas comidas y platos adicionales incluyen:
- Hininy
- Madfoon
- Mandi
- Jareesh
- Kabsa
- Mitazeez
- Markook
- Aseedah
- Mutabbaq
- Sambosah
- Saleeg
- Dates mohalla
- Mabshoor
- Manthoo
- Roz bukhari
- Kanafeh
- Muhallebi
- Basbousa
- Umm Ali

### Bebidas
Las tradicionales cafeterías (maqha) solían ser omnipresentes, pero ahora se están viendo desplazadas por las cafeterías de estilo "food-hall". Según la Misión Cultural de Arabia Saudí, "servir Gahwah (Café) en Arabia Saudí es un signo de hospitalidad y generosidad". Tradicionalmente, los granos de café se tostaban, enfriaban y molían delante de los invitados con un mortero. El anfitrión añadía las vainas de cardamomo a los granos de café durante el proceso de molienda. Una vez preparado, el café se servía a los invitados. Hoy en día, sin embargo, el gahwah no se prepara delante de los invitados, sino que se sirve elegantemente en una dallah y se vierte en pequeñas tazas llamadas finjan.
El Yogur se suele convertir en una bebida llamada laban.
Sobia es una bebida fría que suele elaborarse en el Hiyaz, pero que ahora se vende en toda Arabia Saudí, sobre todo durante el Ramadán. Se elabora con una mezcla ligeramente fermentada de cebada/pan integral, savia de palmera datilera, hierbas y especias. Puede ser blanco o coloreado, según el sabor..

## Comida rápida y cadenas de restaurantes
Las cadenas de restaurantes han tardado en ganar terreno en Arabia Saudí, pero se están convirtiendo en parte de la gastronomía local. Aunque sólo representan el 25% de las ventas del sector servicios, en los últimos años han crecido mucho más que las cadenas independientes. Al Baik, una cadena centrada en la venta de pollo frito asado, ha encabezado la lista de cadenas de propiedad saudí, y ha ampliado sus operaciones a varios estados vecinos del Golfo.

## Leyes dietéticas islámicas
Las leyes dietéticas islámicas prohíben comer cerdo y tomar bebidas alcohólicas. Esta ley se aplica en toda Arabia Saudí. Según la ley islámica, los animales deben ser sacrificados de forma halal y bendecidos antes de poder comerlos.
Según la misión cultural saudí, "a los invitados se les sirve café caliente y dátiles como símbolo de generosidad y hospitalidad. La misma práctica se lleva a cabo en el mes de Ramadán. Los musulmanes de Arabia Saudí rompen el ayuno con dátiles, agua y café árabe. La cafeína del café y los hidratos de carbono y el hierro de los dátiles aportan mucha energía al ayunante. Esto les ayuda a realizar el Tarawih que se celebra por las tardes durante el Ramadán."

## Lectura adicional
- Davies, Catriona. "Saudi foodies ditch fast food for fine dining." CNN. Wednesday 28 de marzo de 2012.